# Antoine Court de Gébelin
Antoine Court, que es donà a conèixer com Antoine Court de Gébelin (Nimes, 25 de gener de 1725 - París, 10 de maig de 1784), fou un pastor protestant nascut a Nimes, així com uns dels impulsors que iniciaren la interpretació del Tarot, entenent-lo com un llegat arcà de saviesa esotèrica, en 1781.
La Nova Enciclopèdia Internacional de 1914 explica que Court de Gébelin, qui adoptà el cognom de la seva àvia, era un reconegut literat i de notable trajectòria professional, primer d'amanuense i ajudant, com el seu pare, i després com a becari a la capital. És recordat per la seva relació amb el cas de Jean Calas, per la seva feina Les Toulousaines, ou lettres historiques et apologétiques en faveur de la religió réformée (Lausana, 1763).

## Infància i joventut
El seu pare era Antoine Court, un dirigent religiós famós del hugonots. Court de Gébelin fou ordenat pastor en 1754, abans d'abandonar Suïssa per a tornar a França mostrant-se obertament protestant gràcies a la protecció que oferia l'edicte de Nantes. Un cop a París va ser iniciat en la francmaçoneria a la lògia Les Ais Réunis, en 1771, i més tard es traslladà a la lògia Les Neuf Sœurs on va donar la benvinguda a Benjamin Franklin com a germà de lògia.

## Carrera
Va ser un gran defensor de la revolució americana i també contribuí amb els Affaires de l'Angleterre et de l'Amérique, de les teories noves d'economia, i al "magnetisme animal" de Mesmer.
A la carta del Reverend James Madison, de 15 juny de 1782, el President de Yale es refereix a ell. Va ser elegit com a membre honorari estranger de l'Acadèmia Americana d'Arts i Ciències en 1781.
El seu gran projecte gran va tenir com a objectiu el de reconstruir la primera gran civilització. Reinterpretant l'evocació de l'Edat Daurada dels inicis de la història de la humanitat, pròpia del pensament clàssic i renaixentista, Court de Gébelin afirmà que en els inicis de la civilització humana aquesta havia estat avançada i de gran cultura. Establí les bases de gran part de l'ocultisme modern, centrant la seva atenció en l'origen comú i universal de l'origen del llenguatge en un passat remot, així com l'hermenèutica i el simbolisme. Mentre que les seves postures en els temes de l'hermenèutica i els assumptes religiosos eren bastant conservadores, les seves idees originals i les seves recerques sobre l'origen del llenguatge el col·locaren entre els pioners de la lingüística. Court de Gébelin presentà diccionaris etimològics, que anomenà gramàtica universal, i discursos sobre els orígens del llenguatge. Les seves obres es feren tan populars que les publicà com a Histoire naturelle de la parole, ou Précis de l'Origine du Langage & de la Grammaire Universelle ("Història natural de la paraula, o un tractat sobre els orígens de la llengua i de la gramàtica universal"), a París, en 1776.
Amb relació a mitologia i la simbologia, parlà dels orígens de l'al·legoria dins antiguitat i va recrear una història del calendari des de les perspectives civil, religiosa i mitològica.

## El tarot
De Gébelin va escriure un assaig inclòs en el seu Le Monde primitif, analysé et comparé avec le monde moderne ("El món primitiu, analitzat i comparat amb món modern"), al volum VIII, en 1781. El capítol Tarot, tema amb el que el seu nom quedaria associat per sempre, és una única secció en el vast compendi que publicà, de manera seriada, des de 1771, per a una llista de distingits abonats, al capdamunt de la qual es trobava Lluís XVI de França.
La percepció immediata que tingué el primer cop que observà la baralla del tarot, va ser que aquesta guardava els secrets dels egipcis. Sense ajuda del sistema de desxifrat del llenguatge egipci aportat per Champollion, s'embarcà en la reconstrucció de la història del tarot, segons la qual els sacerdots egipcis haurien codificat el Llibre de Thoth en aquestes imatges (és important tenir en compte que en cap moment no aportà proves històriques que recolzessin les seves tesis). Segons aquesta hipòtesi, que publicà a Le Jeu des Cartes, el tarot fou dut d'Egipte a Roma, on fou conegut en secret, pels papes, des d'on fou introduït a Avinyó en el segle xvi, entrant a França per primer cop.
Un assaig del Compte de Mellet, inclòs en l'obre de Court de Gébelin Monde primitif, és el responsable de la connexió mística entre els 21 trumfos del tarot i el Boig amb les 22 lletres de l'alfabet hebreu, que donaria lloc a l'aparició dels Arcans majors. En la mateixa època, el cartomant conegut com a Etteilla havia estat publicant una tècnica per a llegir el tarot. Tots aquests fets dugueren al concepte actual del tarot en la seva vessant ocultista i esotèrica.